# Jaecoo J5
Jaecoo J5 – samochód osobowy typu crossover klasy kompaktowej produkowany pod chińską marką Jaecoo od 2024 roku.

## Historia i opis modelu
W październiku 2024 w siedzibie chińskiego koncernu Chery Automobile odbyła się premiera czwartego modelu w portfolio nowo powstałej marki Jaecoo, będąc zarazem pierwszym produktem opracowanym od podstaw z myślą o niej. Crossover J5 powstał jako mniejsza i tańsza alternatywa dla kompaktowego J7, w obszernym zakresie odtwarzając charakterystyczne proporcje i cechy wyglądu jak kanciasta sylwetka, wysoko poprowadzona linia okien, chowane klamki, czy wąskie, prostokątne i wysoko osadzone lampy.
Kabina pasażerska została utrzymana w prostym, minimalistyczno-cyfrowym wzornictwie. Przed dwuramiennym kołem kierownicy znalazł się wyświetlacz cyfrowych zegarów, a konsolę centralną zdominował pionowy, położony pod ostrym kątem dotykowy wyświetlacz systemu multimedialnego o przekątnej 13,2 cala. Bagażnik umożliwił transport od 480 litrów bagażu do 1180 litrów przy drugim złożonym rzędzie siedzeń.
Podstawowym źródłem napędu Jaecoo J5 został turbodoładowany, benzynowy silnik o pojemności 1,6 litra i mocy maksymalnej 147 KM, współpracując z dwusprzęgłową siedmiobiegową automatyczną skrzynią biegów.

### Sprzedaż
Jaecoo J5 powstało głównie z myślą o rynkach eksportowych, wzbogacając ofertę chińskiej marki w 2025 roku poczynając od Europy Zachodniej i Środkowo-Wschodniej pod nazwą Jaecoo 5. Ponadto, w gronie tym przewidziano także m.in. Południową Afrykę i Azję Wschodnią, na czele z Malezją i Tajlandią.

### Silnik
- R4 1.6l Turbo 147 KM